# Adlikon bei Andelfingen
Adlikon bei Andelfingen és un municipi del cantó de Zúric (Suïssa), situat al districte d'Andelfingen.